# فيلما كينغ
فيلما كينغ (بالإنجليزية: Wilma King) هي مؤرخة أمريكية، ولدت في 1942.